# 巴爺公務
巴爺公務，印度尼西亚西苏门答腊省城市，位於武吉丁宜西北部，面积为80.43平方公里，人口超过99300人。该城市名称的字面意思为“草地沼泽”。